# Мынтобе
Мынтобе (каз. Мыңтөбе) — село в Исатайском районе Атырауской области Казахстана. Входит в состав Нарынского сельского округа. Код КАТО — 234241600.

## Население
В 1999 году население села составляло 254 человека (125 мужчин и 129 женщин). По данным переписи 2009 года, в селе проживало 156 человек (82 мужчины и 74 женщины).
Население проживает в нескольких скотоводческих хозяйствах, не образующих сплошной застройки.

## Известные жители, уроженцы
Мустафа Кокебаев (1888—1964) — казахский общественный деятель.